# Kleinköpfige Ruderschlange
Die Kleinköpfige Ruderschlange (Microcephalophis gracilis; Synonym: Hydrophis gracilis) ist eine Schlangenart der monotypischen Gattung Microcephalophis und wird innerhalb der Giftnattern der Unterfamilie der Seeschlangen zugeordnet.

## Merkmale
Männchen erreichen eine Gesamtlänge von etwa 95 cm und Schwanzlänge von circa 8 cm. Weibchen können mit 103 cm Gesamtlänge ein wenig größer werden, ihr Schwanz misst maximal 9,5 cm. Die Kleinköpfige Ruderschlange weist einen stämmig und kräftig gebauten Körper auf, der zum vorderen Körperdrittel jedoch in einen dünnen Hals übergeht. Der Kopf ist kaum vom Hals abgesetzt und im Verhältnis auffällig klein, worauf auch die Gattungsbezeichnung zurückzuführen ist; „Microcephalophis“ bedeutet sinngemäß „winzig-köpfige“. Die Schnauze bzw. der Oberkiefer ragt über den Unterkiefer hinaus. Die Augen sind mittelgroß und weisen bei Lichteinfall runde Pupillen auf. Der Giftapparat besteht, wie für Giftnattern typisch, aus seitlich des Schädels befindlichen Giftdrüsen (spezialisierte Speicheldrüsen) und im vorderen Oberkiefer befindlichen, unbeweglichen Fangzähnen (proteroglyphe Zahnstellung). Im Oberkiefer befinden sich 5 bis 6 Maxillarzähne auf jeder Seite hinter den Fangzähnen. Den Hals bedecken 17 bis 21 Reihen Dorsalschuppen, um die Körpermitte sind es 30 bis 36 Reihen Dorsalschuppen. Es sind 220 bis 287 Bauchschilde vorhanden, welche durch eine Furche geteilt sind. Die Bauchschilde sind kaum breiter als die benachbarten Dorsalschuppen. Die Präanalschilde sind schwach vergrößert. Das Scutum präfrontale berührt die Oberlippenschilde. Der Schwanz ist seitlich abgeflacht.

## Verbreitung
Die Kleinköpfige Ruderschlange kommt in marinen Ökosystemen in küstennahen Gewässern vom Persischen Golf ostwärts bis China und Papua vor. Im Einzelnen sind Funde aus den Küstengebieten folgender Staaten bekannt: Bahrain, Bangladesch, China, Indien, Indonesien, Iran, Irak, Kuwait, Malaysia, Myanmar, Oman, Pakistan, Papua-Neuguinea, Philippinen, Katar, Saudi-Arabien, Singapur, Sri Lanka, Taiwan, Thailand, Vereinigte Arabische Emirate und Vietnam. Fundmeldungen aus Gewässern vor Australien und bei Neukaledonien sind vermutlich auf Verwechslungen zurückzuführen, beispielsweise mit Hydrophis elegans (Australien) oder Hydrophis croggeri (Neukaledonien), allerdings gibt es Angaben zu Vorkommen in der Torres-Straße.

## Lebensweise
Die Art ist neritisch, besiedelt also küstennahe Flachwasserzonen, wobei diese auch unter dem Einfluss der Gezeiten stehen können. Die Lebensräume können küstennahe Riffe oder Mangrovensümpfe sein. Zum Beutespektrum zählen unter anderem Aalartige und andere Fische über sandigem und schlammigem Bodengrund. Üblicherweise stößt die Kleinköpfige Ruderschlange bei der Beutesuche in Tauchtiefen bis etwa 30 Meter vor. Beutetiere können dank des kleinen Kopfes und des langen, dünnen Halses in ihren Schlupflöchern aufgespürt und durch einen Giftbiss immobilisiert werden. Die Fortpflanzung erfolgt durch Ovoviviparie, also ei-lebendgebärend. Ein Wurf kann zwischen 1 und 16 Jungschlangen umfassen.

## Gefährdung
Der Gesamtbestand der Kleinköpfigen Ruderschlange wird als nicht gefährdet eingestuft. Die Populationsentwicklung ist jedoch nicht bekannt. Die Art kommt in einem großen Verbreitungsgebiet vor, die Populationsdichte scheint jedoch oftmals niedrig zu sein. Vor der Küste Pakistans ist die Kleinköpfige Ruderschlange selten anzutreffen. Entlang der Süd- und Ostküste Indiens oder vor Borneo und Nord-Java scheint sie dagegen häufiger zu sein. Gefährdungen werden insbesondere durch die Trawlerfischerei dargestellt, hierbei verenden die Tiere oftmals als Beifang der Schleppnetze.

## Taxonomie
Die wissenschaftliche Erstbeschreibung erfolgte im Jahr 1802 durch den englischen Naturforscher George Shaw unter der Bezeichnung Hydrus gracilis. Das Epitheton „gracilis“ bedeutet sinngemäß „schlank“ oder „grazil“. Es werden keine Unterarten aufgeführt. Die Kleinköpfige Ruderschlange wurde mehrfach der Gattung der Ruderschlangen (Hydrophis) oder Microcephalophis zugeordnet. Wenngleich in der jüngeren Vergangenheit häufig eine Zuordnung zu Microcephalophis erfolgte, gibt es dennoch Autoren, welche die Art unter Hydrophis führen. Folgende Synonyme von Microcephalophis gracilis sind bekannt:
- Hydrus Gracilis Shaw 1802; Holotypus: BMNH 1946.1.3.89
- Disteira gracilis – Fitzinger 1826
- Microcephalophis gracilis – Lesson 1831
- Hydrus kadellnagam Boie 1827
- Thalassophis microcephala Schmidt 1852; Syntypus: ZMH R03347
- Hydrophis microcephalus – Duméril, Bibron & Duméril 1854
- Hydrophis Gracilis – Duméril, Bibron & Duméril 1854
- Hydrophis microcephala – Fischer 1856
- Hydrophis gracilis – Fischer 1856
- Hydrophis leprogaster Duméril & Bibron in Fischer 1856 (nom. nud.)
- Hydrophis gracilis – Günther 1864
- Hydrophis gracilis – Anderson 1872
- Hydophis Guntheri Murray 1884
- Hydrophis gracilis – Boulenger 1896
- Distira gracilis – Wall 1909
- Hydrophis rostralis Smith 1917
- Microcephalophis gracilis – Wall 1921
- Microcephalophis gracilis gracilis – Smith 1926
- Microcephalophis gracilis – Smith 1943
- Hydrophis gracilis – Bauer & Vindum 1990
- Hydrophis gracilis – Welch 1994
- Microcephalophis gracilis – Das 1996
- Hydrophis gracilis – Cogger 2000
- Microcephalophis gracilis – Grossmann & Tillack 2001
- Hydrophis gracilis – Leviton et al. 2003
- Hydrophis (Microcephalophis) gracilis – Kharin 2004
- Hydrophis gracilis – David et al. 2004
- Microcephalophis gracilis microcephalus – Kharin 2005
- Hydrophis gracilis – Greer 2006
- Hydrophis gracilis – Nguyen et al. 2009
- Hydrophis gracilis – Murthy 2010
- Hydrophis gracilis – Rasmussen et al. 2011
- Microcephalophis gracilis – Sanders et al. 2012
- Microcephalophis gracilis – Wallach et al. 2014
- Microcephalophis gracilis – Rasmussen 2014
- Microcephalophis gracilis – Rezaie-Atagholipour et al. 2016
- Microcephalophis gracilis – Eipper & Eipper  2019
- Hydrophis gracilis – Weinell et al. 2019
- Hydrophis gracilis – Kamali 2020
- Microcephalophis gracilis – Ash 2022
- Microcephalophis gracilis – Ukuwela et al. 2022
- Hydrophis gracilis – Das 2023

## Schlangengift
Die Art besitzt einen Giftapparat und setzt ihr Giftsekret zum Beuteerwerb ein. Es sind keine Bissunfälle mit dem Menschen bekannt, das Gift wird jedoch als potentiell äußerst wirksam gegenüber dem Menschen eingeschätzt. Das Toxingemisch der Kleinköpfigen Ruderschlange enthält insbesondere postsynaptisch wirksame Neurotoxine, also Substanzen, welche die postsynaptischen Nikotinrezeptoren blockieren und somit die Erregungsübertragung auf die motorische Endplatte hemmen. Dies führt zu einer Paralyse. Myotoxische Bestandteile sind wahrscheinlich ebenfalls im Gift der Art enthalten. Nach Giftbiss treten lokal nur leichte oder gar keine Beschwerden auf. Innerhalb der ersten sechs Stunden nach Giftbiss bilden sich unter Umständen Lähmungsanzeichen wie flache Atmung oder Ptosis sowie Hinweise auf eine Myolyse aus. Sekundär kann es zu nierenschädigenden oder kardiotoxischen Effekten kommen. Nach Giftbiss sollte ein Druckverband angelegt werden, um die Ausbreitung der Giftstoffe von der Bissstelle aus zu verlangsamen (Pressure/Immobilization Technique). Neben der symptomatischen Therapie ist die Gabe von Antivenin (Sea Snake Antivenom, CSL Limited) die wichtigste therapeutische Maßnahme, unter Umständen sind mehrere Dosen des Antiserums erforderlich.